# Wilbert Suvrijn
Wilbert Suvrijn (Sittard, 1962. október 26. –) Európa-bajnok holland labdarúgó, középpályás.

## Pályafutása

### Klubcsapatban
AZ Almania korosztályos csapatában kezdte a labdarúgást. 1981-ben szerződött a Fortuna Sittard együtteséhez, ahol öt idény át szerepelt. 1986 és 1989 között a Roda játékosa volt. 1989-ben a francia Montpellier HSC csapatához igazolt. Tagja volt az 1990-es francia kupa győztes együttesnek. 1993-ban itt fejezte be az aktív labdarúgást.

### A válogatottban
1986 és 1988 között kilenc alkalommal szerepelt a holland válogatottban. Tagja volt az 1988-as Európa-bajnok csapatnak.

## Sikerei, díjai
Hollandia
- Európa-bajnokság
  - aranyérmes: 1988, NSZK

 Montpellier HSC
- Francia kupa (Coupe de France)
  - győztes: 1990